# Нафта Москва
«Нафта Москва» — российский инвестиционный холдинг. Штаб-квартира — в Москве.

## История
Компания «Нафта Москва» была создана в 1992 году на базе всесоюзного внешнеэкономического объединения «Союзнефтеэкспорт».

## Собственники и руководство
Холдинг контролируется Сулейманом Керимовым.
Председатель совета директоров — Павел Грачев, генеральный директор — Олег Липатов.

## Деятельность
В 2000-х годах «Нафта Москва» контролировала крупные пакеты акций Сбербанка (более 6 % акций) и «Газпрома» (более 4 % акций). Помимо этого, компании принадлежали операторы кабельного телевидения в Москве и Санкт-Петербурге — «Мостелесеть» и «Национальные кабельные сети», а также проект «Рублёво-Архангельское», один из крупнейших элитных проектов жилой и коммерческой недвижимости в Европе. В конце 2005 года компания за $900 млн купила «Полиметалл», вторую золотодобывающую компанию России. Впоследствии компания избавилась от пакетов акций Сбербанка, «Газпрома» и «Полиметалла».
В настоящее время «Нафта Москва» владеет пакетами акций «Ростелекомa» (5,8 %), группы ПИК (38,3 %), «Полюс Золото» (37 %) и ряда других компаний.
Финансовые показатели деятельности компании не раскрываются.

## Структура
Управляющей компанией холдинга является офшорная корпорация — «Нафта Москва (Кипр) Лимитед», представители которой входят в советы директоров компаний, контролируемых холдингом.
Ранее функции управляющей компании выполняло открытое акционерное общество «Газовая нефтяная компания «Нафта Москва» (ОАО «ГНК «Нафта Москва»), ликвидированное в 2007 году.

## Спорт
- Холдинг являлся генеральным спонсором подмосковного футбольного клуба «Сатурн» Раменское (контракт, заключённый в 2004 году сроком на 6 лет, подразумевает ежегодную финансовую поддержку команды в размере $10 млн). В 2010 году футбольный клуб, лишившись финансовой поддержки, прекратил своё существование, не выплатив зарплату футболистам.
- В начале 2004 года появлялась информация о том, что «Нафта Москва» достигла соглашения о приобретении 63,9 % акций популярного итальянского футбольного клуба «Рома» на сумму 43,5 миллиона евро. Эта сделка сорвалась в последней момент из-за отказа итальянской стороны.
- В 2005 году «Нафта Москва» вошла в число спонсоров Российского футбольного союза и стала генеральным спонсором национальной сборной России по вольной борьбе.